# Калкатта (Огайо)
Калкатта (англ. Calcutta) — переписна місцевість (CDP) в США, в окрузі Коламбіана штату Огайо. Населення — 3941 особа (2020).

## Географія
Калкатта розташована за координатами 40°41′21″ пн. ш. 80°32′57″ зх. д. / 40.68917° пн. ш. 80.54917° зх. д. (40.689297, -80.549132).  За даними Бюро перепису населення США в 2010 році переписна місцевість мала площу 30,76 км², з яких 30,73 км² — суходіл та 0,03 км² — водойми.

## Демографія
Згідно з переписом 2010 року, у переписній місцевості мешкали 3742 особи в 1578 домогосподарствах у складі 1038 родин. Густота населення становила 122 особи/км².  Було 1677 помешкань (55/км²).
Расовий склад населення:
| - 97,3 % — білих - 0,8 % — азіатів - 0,4 % — чорних або афроамериканців - 0,2 % — вихідців з тихоокеанських островів - 0,2 % — корінних американців |

До двох чи більше рас належало 1,1 %. Частка іспаномовних становила 0,7 % від усіх жителів.
За віковим діапазоном населення розподілялося таким чином: 20,3 % — особи молодші 18 років, 55,8 % — особи у віці 18—64 років, 23,9 % — особи у віці 65 років та старші. Медіана віку мешканця становила 47,5 року. На 100 осіб жіночої статі у переписній місцевості припадало 91,7 чоловіків;  на 100 жінок у віці від 18 років та старших — 87,0 чоловіків також старших 18 років.
Середній дохід на одне домашнє господарство  становив 65 460 доларів США (медіана — 52 206), а середній дохід на одну сім'ю — 82 877 доларів (медіана — 64 292). За межею бідності перебувало 6,6 % осіб, у тому числі 6,9 % дітей у віці до 18 років та 6,2 % осіб у віці 65 років та старших.
Цивільне працевлаштоване населення становило 1583 особи. Основні галузі зайнятості: освіта, охорона здоров'я та соціальна допомога — 24,1 %, виробництво — 20,8 %, мистецтво, розваги та відпочинок — 14,8 %, роздрібна торгівля — 11,9 %.